# 167-й меридіан східної довготи
167-й меридіан східної довготи — лінія довготи, що лежить на 167 градусів східніше Гринвіцького меридіана. Вона проходить від Північного полюса через Північний Льодовитий океан, Азію, Тихий океан, Нову Зеландію, Південний океан та Антарктиду до Південного полюса.
167-й меридіан східної довготи формує велике коло разом із 13-тим меридіаном західної довготи.

## Список географічних об'єктів, що перетинає 167° сх. д.
Починаючи на Північному полюсі та рухаючись до Південного полюса, 167-й меридіан східної довготи проходить через:
| Координати                                                   | Країна, територія або море | Примітки |
| ------------------------------------------------------------ | -------------------------- | --- |
| 90°0′ пн. ш. 167°0′ сх. д. / 90.000° пн. ш. 167.000° сх. д.  | Північний Льодовитий океан | |
| 74°39′ пн. ш. 167°0′ сх. д. / 74.650° пн. ш. 167.000° сх. д. | Східносибірське море       | |
| 69°29′ пн. ш. 167°0′ сх. д. / 69.483° пн. ш. 167.000° сх. д. | Росія                      | |
| 60°18′ пн. ш. 167°0′ сх. д. / 60.300° пн. ш. 167.000° сх. д. | Берингове море             | |
| 54°45′ пн. ш. 167°0′ сх. д. / 54.750° пн. ш. 167.000° сх. д. | Тихий океан                | |
| 11°28′ пн. ш. 167°0′ сх. д. / 11.467° пн. ш. 167.000° сх. д. | Маршаллові Острови         | Проходить через атол Ронгелап |
| 11°22′ пн. ш. 167°0′ сх. д. / 11.367° пн. ш. 167.000° сх. д. | Тихий океан                | |
| 9°19′ пн. ш. 167°0′ сх. д. / 9.317° пн. ш. 167.000° сх. д.   | Маршаллові Острови         | Проходить через атол Кваджалейн |
| 9°14′ пн. ш. 167°0′ сх. д. / 9.233° пн. ш. 167.000° сх. д.   | Тихий океан                | Проходить східніше острова Науру, Науру |
| 9°48′ пд. ш. 167°0′ сх. д. / 9.800° пд. ш. 167.000° сх. д.   | Коралове море              | Проходить західніше островів Дафф[en], Соломонові Острови Проходить східніше островів Ванікоро, Соломонові Острови Проходить східніше островів Торрес[en], Вануату Проходить західніше островів Банкс[en], Вануату |
| 14°56′ пд. ш. 167°0′ сх. д. / 14.933° пд. ш. 167.000° сх. д. | Вануату                    | Проходить через острів Еспіриту-Санто |
| 15°35′ пд. ш. 167°0′ сх. д. / 15.583° пд. ш. 167.000° сх. д. | Коралове море              | Проходить західніше острова Мало[en], Вануату Проходить західніше острова Малекула, Вануату Проходить західніше острова Ліфу[en], Нова Каледонія                                                                   |
| 22°14′ пд. ш. 167°0′ сх. д. / 22.233° пд. ш. 167.000° сх. д. | Нова Каледонія             | Проходить через Нову Каледонію |
| 22°20′ пд. ш. 167°0′ сх. д. / 22.333° пд. ш. 167.000° сх. д. | Коралове море              | |
| 23°15′ пд. ш. 167°0′ сх. д. / 23.250° пд. ш. 167.000° сх. д. | Тихий океан                | |
| 45°7′ пд. ш. 167°0′ сх. д. / 45.117° пд. ш. 167.000° сх. д.  | Нова Зеландія              | Проходить через Південний острів |
| 46°13′ пд. ш. 167°0′ сх. д. / 46.217° пд. ш. 167.000° сх. д. | Тихий океан                | |
| 60°0′ пд. ш. 167°0′ сх. д. / 60.000° пд. ш. 167.000° сх. д.  | Південний океан            | |
| 70°48′ пд. ш. 167°0′ сх. д. / 70.800° пд. ш. 167.000° сх. д. | Антарктида                 | Проходить через Територію Росса (претендує Нова Зеландія) |
| 73°36′ пд. ш. 167°0′ сх. д. / 73.600° пд. ш. 167.000° сх. д. | Південний океан            | Море Росса |
| 77°17′ пд. ш. 167°0′ сх. д. / 77.283° пд. ш. 167.000° сх. д. | Антарктида                 | Проходить через Територію Росса (претендує Нова Зеландія) |